# Louise von Gall

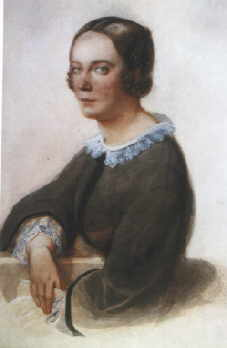
Louise von Gall

Johanna Udalrike Louise Gerhardine Freiin von Gall (* 15. September 1815 in Darmstadt; † 16. März 1855 in Sassenberg) war eine deutsche Schriftstellerin.

## Leben
Louise von Gall war Tochter des Generalmajors Ludwig Freiherr von Gall (1769–1815), der in Hessen-Darmstadt diente, und von Friederike von Gall (geb. von Müller, 1784–1841). Sie verbrachte ihre Kindheit in Darmstadt, lebte 1830/31 im Pensionat Schenkendorf in Mannheim, lernte Englisch, Französisch und Italienisch und erhielt Gesangsunterricht. Mit ihrer Mutter unternahm sie mehrere Reisen und wohnte zwischenzeitlich in Wien. Dort publizierte sie erste Arbeiten unter dem Pseudonym Ludwig Leo. Nach dem Tod der Mutter 1841 kehrte sie nach Darmstadt zurück, wo sie sich mit Ida und Ferdinand Freiligrath anfreundete. Mit den Freiligraths und deren Freunden verbrachte sie die Sommermonate 1842 in St. Goar. Auf Anregung Freiligraths begann sie Ende 1842 eine Korrespondenz mit Levin Schücking, mit dem sie am 7. Oktober 1843 in Darmstadt die Ehe schloss. Louise Schücking folgte ihrem Mann auf allen Stationen seines wechselvollen Schriftstellerlebens. Mit ihm hatte sie fünf Kinder: Am 19. Dezember 1844 wurde der Sohn Lothar in Augsburg geboren, dem in Köln am 10. Januar 1846 die Tochter Gerhardine, am 19. April 1850 Josephine (gen. Theo) und am 13. Juli 1852 der Sohn Adrian folgten. Der Völkerrechtler und Pazifist Walther Schücking ist ihr Enkel. Im September 1852 zog die Familie Schücking nach Sassenberg bei Warendorf, wo sich Louise Schücking als Protestantin in einer streng katholischen Umgebung fremd und unglücklich fühlte. Ein Versuch im Herbst 1853, wieder in Darmstadt Fuß zu fassen, schlug fehl. Am 19. September 1854 wurde die Tochter Adolphine geboren, die schon am 9. Dezember 1854 starb. Ein Vierteljahr später, am 16. März 1855, starb auch Louise Schücking. Gegen ihren ausdrücklichen Wunsch wurde sie in Sassenberg bestattet. Ihr Grab vor der dortigen Kirche ist erhalten.
Louise Schücking schrieb (unter ihrem Geburtsnamen Louise von Gall) zahlreiche Novellen, einige Theaterstücke und zwei Romane. Sie arbeitete zwischen 1840 und 1854 an mehreren Zeitschriften und Almanachen mit.
Louise von Gall, ebenso wie Ferdinand von Gall und August von Gall gehören zur Familie derer von Gall, die heute noch Nachfahren in Deutschland haben.

## Werke (Auswahl)
- Frauennovellen. 2 Bände, Jonghans, Darmstadt 1845
- Gegen den Strom. Roman. 2 Bände, Schlodtmann, Bremen 1851, Band 1
- Der neue Kreuzritter. Roman. A. Duncker, Berlin 1853 Digitalisat
- Familienbilder. 2 Bände, Kober, Prag 1854 (mit Levin Schücking) Band 1, Band 2
- Familien-Geschichten. 2 Bände, Kober, Prag 1854 (mit Levin Schücking) Band 1, Band 2
- Frauenleben. Novellen u. Erzählungen. 2 Bände, Hrsg. u. eingeleitet von Levin Schücking. Brockhaus, Leipzig 1856 Band 1, Band 2
- Eine fromme Lüge. In: Deutscher Novellenschatz. Hrsg. von Paul Heyse und Hermann Kurz. Bd. 6. 2. Aufl. Berlin, [1910], S. 105–175. In: Weitin, Thomas (Hrsg.): Volldigitalisiertes Korpus. Der Deutsche Novellenschatz. Darmstadt/Konstanz, 2016 (Digitalisat und Volltext im Deutschen Textarchiv)

Lustspiele
- Ich hab’s Gewagt
- Die gnädige Frau
- Ein schlechtes Gewissen